# Raven van Dorst
Raven van Dorst, connu avant sous le nom d'Elle Bandita, né le 11 septembre 1984 à Flardingue, est un animateur de télévision, chanteur et guitariste rock néerlandais.

## Biographie
Van Dorst a joué dans le groupe de rock Bad Candy (nl). Après avoir quitté le groupe en 2004, Van Dorst se lance dans une carrière solo.
En 2021, Raven von Dorst participe au projet The Nest, mené par Wolvennest, commissionné par le Roadburn Festival.
En 2018, elle est candidate de Het Perfecte Plaatje.

## Vie privée
De janvier 2013 à septembre 2014, Van Dorst a eu une relation avec Christina Curry, la fille d'Adam Curry et de Patricia Paay. Van Dorst vit à Rotterdam.
En mai 2021, Van Dorst fait son coming out non binaire.

## Discographie

### Elle Bandita
- 2007 : Love Juice, Tocado
- 2009 : Queen Of Fools, PIAS
- 2014 : Elle Bandita, Caroline Records

### Riplets
- 2007 : Rock, U-Sonic Records

### Anne Frank Zappa
- 2010 : AFZ (EP), Stardumb Records SDR.51

### Bullerslug
- 2013 : Cheer Up, Goth!

### Dool
- 2017 : Here Now, There Then, 2017
- 2019 : Love Like Blood (EP)
- 2020 : Summerland

### The Nest
- 2021 : Her True Nature